# グランツーリスモ2
『グランツーリスモ2』（GRAN TURISMO 2 、GT2）は、ソニー・コンピュータエンタテインメントから発売されたPS用のグランツーリスモシリーズの2作目。

## 概要
日本では当初1999年（平成11年）9月末発売予定で開発を進めていて、4月頃にはゲームショップに体験版が置かれていた。しかし、開発が間に合わず11月25日に延期。その11月25日にも間に合わず、最終的には1999年（平成11年）12月11日発売となった。これは前作の『グランツーリスモ』の発売から約2年たったことになる。度重なる発売延期にもかかわらず、日本では100万本以上の出荷となり、『グランツーリスモ』シリーズの人気振りを見せた。
ソフトはシリーズ唯一の2枚組ディスクでの構成である。DISC1「アーケードディスク」にはアーケードモード、 DISC2「グランツーリスモディスク」はグランツーリスモモードが収録されている。一方のディスクをプレイしていくことで、もう一方のディスクの要素が解禁されていくなど、相互のリンク性があった。 

日本版オープニングムービーにはリアルなCG映像から昔の実際のレースの映像、BGMには前作と同様、T-SQUAREの「MOON OVER THE CASTLE」が使用され充実した内容になっている。アーケードモードのエンディングソングはカーディガンズの「My Favourite Game」（シングルとはバージョンが違う）。 

パッケージの絵柄にはプロデューサー山内一典の当時の愛車でもあったホンダ・S2000が描かれている。なお、本作からオートロード機能（ゲーム開始時）が追加され、前作のように起動時にロードせずにセーブすると、前回のデータに初期データが上書きされるような事態は解消された。

## リアリティー
『グランツーリスモ』シリーズでは実車が登場する。『GT2』ではスタッフはその実車のデータを集めるためにアメリカとイギリス、日本で計7回の実車の写真撮影と実音の録音を行った。写真撮影は俯瞰や接写で、ヘッドライトやフェンダーの細部まで撮影。また夜間コースのためにテールランプを点灯させた状態での撮影もあった。実音の録音はエンジン音、排気音、タイヤのスキール音などの録音。エンジン音の録音は、エンジンルーム、車体の前後、室内の複数箇所から1000回転きざみで録音された（ただしアイドリング状態の空ぶかしの音であるため、実際の走行音とは異なる）。
これらの取材から得たデータをもとにして、『グランツーリスモ』シリーズに登場する車は、よりリアリティあるモデリングがされている。クルマの性能をリアルに再現したことが売りのゲームだが、性能設定に実車との相違点があった（例:ホンダ　インテグラタイプRのレッドゾーンが8000rpmになっている。本来は8400rpm）。

## 前作からの「進化」

### 登場車種
登場車種は40社以上、500車種600グレード以上と前作の約5倍に増えた。これは次の点による。
- 前作では少なかった海外車種が大幅に増加（例：メルセデス・ベンツやBMWなど）
- 国内・海外問わず、レーシングモデル(特に全日本GT選手権(現SUPER GT))のレースカーが増加
- WRC等に参戦したダート用のラリーカーの登場（例：フォード・フォーカスWRCやスズキ・エスクードパイクスピーク バージョンなど）
- 1999年（平成11年）当時のニューモデルが登場（例ホンダ・S2000や日産・R34型スカイラインなど）
- 軽自動車の登場（例：ダイハツ・ムーヴやスズキ・ワゴンRなど）
- チューナーによるチューンドカー（チューニングカー）の登場（例：TRDやNISMOなどのメーカー直系チューナー、SPOONやHKSなどのパーツメーカー）
- 往年の名車の登場（例：トヨタ・2000GTやシェルビー・コブラなど）

以上から、車のバリエーションが非常に増えたといえる。プレイヤーは実際によく目にする車を使った後で、レースカーや希少度の高い名車に自由に乗り換えることができるようになった。ただし、プレーヤーがガレージに収納できる台数は100台までのため、全車種を同時に所有することは不可能である。

### パーツ
前作比130%の挙動プログラムにより、今作からLSDやTCS、YCS(ヨーコントロールシステム)といったアシスト系のパーツが追加された。これにより、さまざまな路面状況に応じたセッティングや車の挙動をコントロールすることができるようになった。タイヤコンパウンドも4種に増え、タイヤ装着も前作では4本ともタイヤコンパウンドが同一のタイヤを装着していたが、今作からは前後で異なるコンパウンドのタイヤを装着できるようになった。

### グラフィック
システム側プログラムの高効率化により、前作よりも使用可能なポリゴン数が増加した。また、前述の取材で得た様々な角度からの写真資料も併用した結果として、細部まで車体を表現できるようになった。このグラフィックの進化は日本版のオープニングにおいて顕著に現れた。ゲーム中では車を停止させると、ホイールやヘッドライトが『GT』よりも細かくモデリングされているのが見て取れる。

### コース
前作からのコースに、実在するコース「ラグナ･セカ・レースウェイ」(現ラグナ・セカ)と今作から追加された市街地コース、ダートコースを含む全30コース(リバースは含まず)と増加した。ただし、実在コースは前述のラグナ・セカのみで、他はオリジナルコースである。これは、プレイステーションの能力ではリアルなシミュレートに限界があり、ゲーム内のラップタイムと現実のラップタイムを比較したときに大きな差が出てしまう恐れがあることが理由であると、後に明かされた。実在コースの大量追加は、グランツーリスモ4を待つことになる。またコース上の広告も大幅に進化しており、レースの回数毎にスポンサーが変わる(例：ミッドフィールド・レースウェイにおいて、最終コーナーにある看板が、一回目参戦時では「BP」だったのが、二回目では「MICHELIN」に変わっている、など)仕様となっていた。

### ワンメイクレース
今作から登場。メーカーごとに設定されており、単一の車種で競われるものから、異なる車種の同一グレード車で競われるものなど幅広く用意されている。ただし、一部ワンメイクレースの設定がないメーカーも存在する。

### ライセンス
前作のライセンスは国内B級・国内A級・国際A級の3つだったが、今作には国際C級・国際B級・スーパー（スーパーは隠しライセンスで、国際A級を取得すれば出現）が追加された。スーパーライセンスを取得した場合は隠しレースとして「グランツーリスモ・イベントシンセサイザー」に出場する事が出来る。「イベントシンセサイザー」ではコースはランダムに設定される他、敵車はアーケードモード同様に自車のチューンの度合いによって決められる。また、ある一定の条件で失格を繰り返した場合は救済処置としてGT.BRONZEの下に当たるGT.KIDSが与えられ合格扱いとなる（表記は初心者マーク）。また、ライセンスの進行具合によってアーケードモードのコースが追加される。

### ホイールショップ
今作から登場。国内外有名メーカー（BBS、エンケイなど）のアルミホイールが揃っており、好みのホイールに交換する事が出来る。但し、交換後は標準装備のホイールに復元することはできない。

## 前作からの変更点

### アーケードモード
グランツーリスモモードのマイガレージからも使用可能になった。また、ライセンスの進行でコースが追加される。

### 2人プレイの対戦
前作ではグランツーリスモモードの車での対戦が必須のためメモリーカードが2枚必要だったが、今作からはアーケードモードのマイガレージとゲストガレージから選ぶ形に変更された（それに伴いゲストガレージのデータのロードも追加された）。

### 馬力制限・過給器制限
前作での出場制限はライセンス、チューニングの有無、車種および車種の国籍のみだったが、今作はそれらに馬力によって出場を制限される馬力制限とターボの有無による制限が追加された。一方で、チューニングの有無、車種の国籍による制限によるレースがなくなった。

## 登場メーカー（国別）
基本はABC順だが、メーカー直系のチューナーはそのメーカーの下に続き、他のチューナーはメーカーの後に置いた。またGT用レースカーはメーカー別に入らない。

### 日本
- ダイハツ
- ホンダ
- 無限
- マツダ
- マツダスピード

- 三菱
- 日産
- NISMO
- スバル

- スズキ
- トヨタ
- トヨタ／レクサス
- TRD
- Tom's

- トミーカイラ
- HKS
- MINE'S
- SPOON

### イギリス
- アストンマーティン
- ジャガー
- リスター
- MG
- ミニ
- ロータス

- TVR

### フランス
- シトロエン
- プジョー
- ルノー
- ヴェンチュリー

### ドイツ
- アウディ
- BMW
- メルセデス・ベンツ
- オペル
- RUF

- フォルクスワーゲン

### イタリア
- アルファロメオ
- フィアット
- ランチア

### アメリカ
- クライスラー
- シボレー
- ダッジ
- フォード

- プリムス
- シェルビー
- ベクター

## 登場サーキット・コース
太字はGT2で新しく登場したもの。

### ロードコース
- タヒチ・ロード
- ミッドフィールド・レースウェイ
- スーパースピードウェイ（※観客席等のデザインは架空だが、コースレイアウトはツインリンクもてぎ スーパースピードウェイそのもの）
- レッドロックバレー・スピードウェイ
- シアトル・サーキット(※ガイドブックではシアトル市街地コースと明記)
- シアトル・ショート・コース
- ローマ・サーキット(※ガイドブックではローマ市街地コースと明記)
- ローマ・ショート・コース
- グリンデルワルド
- ラグナセカ・レースウェイ
- アプリコットヒル・スピードウェイ
- オータムリンク
- オータムリンク・ミニ
- ハイスピードリンク
- トライアルマウンテン・サーキット
- グランバレー・スピードウェイ
- グランバレー・イーストセレクション
- スペシャルステージ・ルート5
- クラブマンステージ・ルート5
- テストコース
- ディープフォレスト・レースウェイ
- ローマ・ナイト (※上記のローマ・サーキットとは別のレイアウト)
- モータースポーツランド

### ダートコース
- タヒチダート・ルート3
- スモーキーマウンテン・南コース
- グリーンフォレスト・ロードウェイ
- スモーキーマウンテン・北コース
- タヒチ・メイズ
- パイクスピーク・ヒルクライム
- パイクスピーク・ダウンヒル

## 登場しなかったコース
体験版にはデータとして収録されていたコースがあったが、製品版では完全にデータから削除されたコースがいくつかある。
- モンテカルロ(コートダジュール)
- インディ(インディアナポリス・モーター・スピードウェイ)
- シアトル2000(おそらく新規の試作コースだと思われるが、詳細は不明)

## 車種について
海外版では、一部車種の名称がその地域での販売名に応じて変更されている。例として、日産・シルビア及び180SXは欧州版と北米版でそれぞれ「200SX」「240SX」に変更されている。
また、国内版の説明書の車種リストにはメルセデス・ベンツ・CLK DTM2000の名前が記載されているが、開発段階で没になったためゲーム中には登場していない(データ自体は存在しているが、出現させるにはチートを用いる必要がある)。同様にニスモ・GT-R LMも海外版では日産のスペシャルカーとして登場するが、国内版には登場していない
他、事前に配布されたプレス向け資料にはメルセデス・ベンツ・CLK-GTRの写真が存在していたが、ル・マン24時間レースにおけるCLRの事故の影響か、削除された。
また、全日本GT選手権仕様の日産・スカイラインGT-Rの実際の駆動方式はFRだが、本作では4WDとなっている。

## 関連商品
CD関連
- 「グランツーリスモ2」エクステンディッドスコア～グルーヴ（2000年6月21日、Lantis、LACA-5003）
- 「グランツーリスモ2」オリジナル･ゲームサウンドトラック（2001年2月7日、Village Records、VRCH-4005）

## その他
2002年（平成14年）に「PS one Books（廉価版）」として再発売されたが、その際にはジャケットの「GT」のロゴが次作「GT3」以降のものに変更された。